# Diego Ribas da Cunha
Diego Ribas da Cunha (* 28. února 1985) známý i jako Diego je bývalý brazilský fotbalový záložník, naposledy hrající za brazilský klub CR Flamengo.

## Klubová kariéra
Ve 30. kole německé Bundesligy 20. dubna 2013 se podílel jedním gólem na vítězství Wolfsburgu 3:0 nad domácími Brémami.
31. ledna 2014 (poslední den zimního přestupního termínu v západní Evropě) odešel z Wolfsburgu do španělského klubu Atlético Madrid (v Atléticu již dříve hostoval).